# Wesermarsch (district)
Districtul Wesermarsch este un Kreis în landul Saxonia Inferioară, Germania. 
1. 1 2  GeoNames